# 松下沙彩
松下 沙彩（まつした さあや、1984年6月25日 - ）は、日本の脚本家。スターダストプロモーション関連のSTARDUST CREATORS所属。

## 経歴
北海道大学教育学部卒業。

広告代理店でプランナーとして10年以上勤務後、プランナー・リサーチ業務や子育て・日本茶関連のメディアでライター業を開始。

2022年よりシナリオスクールで脚本を学び、翌年にエントリーした「第23回テレビ朝日新人シナリオ大賞」にてオリジナル脚本「スプリング！」が大賞を受賞。

青春・恋愛作品や、リサーチ力を活かせるお仕事モノの脚本執筆に定評がある。

## 作品

### テレビドラマ
- 第23回テレビ朝日新人シナリオ大賞・大賞受賞作「スプリング!」（2025年3月21日放送）[1]
- 木ドラ24「トウキョウホリデイ」（2025年／テレビ東京）[1]
- ドラマチューズ!「マイ・ワンナイト・ルール」（2025年／テレビ東京）[1]
- ドラマDiVE+「未成年〜未熟な俺たちは不器用に進行中〜」（2024年／読売テレビ）[1]

### 配信ドラマ
- ＜STUDIO sauce＞第1弾『てのひらラブストーリー ～婚活五重奏～』「6人目の二階堂さん」(2024)[1]

## 受賞歴
- 第23回テレビ朝日新人シナリオ大賞 大賞受賞（『スプリング！』）[1]
- HUB Awards 2024年間最優秀脚本賞受賞（「未成年～未熟な俺は不器用に進行中～」）[1]